# Суйти
Су́йти (латис. suiti) — етнографічна група латишів, що компактно мешкають в Алсунзькому краї (Західна Латвія) і відрізняються по культурі, традиціях, діалектним особливостям та конфесійній приналежності від латишів інших регіонів. Суйти являють собою римо-католицький анклав у лютеранській Курляндії. Суйти зберегли деякі особливості давньої балтської культури, які не збереглися в інших регіонах Латвії (унікальні суйтські народні костюми та найдавніші балтські страви — кров'яна ковбаса та кров'яні млинці).

## Історія
У 1623 році Йохан Ульрих фон Шверін, володар села Алсунга, одружився з віленською аристократкою Барбарою Конарською. Перед весіллям фон Шверін перейшов у католицтво, за ним конфесійну приналежність змінили і його піддані. Згодом своїм селянам володар Алсунги наказав ще й вдягатися за тодішньою варшавською модою. Саме від назви модного у варшав'ян одягу (свитки) і походить назва суйтів (тобто свитники).

## Сьогодні
У 2001 році був заснований Центр етнічної культури «Суйти», що має на меті відродження, популяризацію та захист культурного спадку суйтів. Наразі суйтів нараховується понад дві тисячі осіб.
У 2009 році культуру суйтів включено до списку нематеріальніх цінностей ЮНЕСКО. Того ж 2009 року для збереження статусу села Алсунга (найбільший населений пункт суйтів) суйтська громада на добу проголосила свою незалежність від Латвії та пригрозила створенням самостійної суйтської держави.